# 格利泽777
格利泽777（Gliese 777，或縮寫為Gl 777、GJ 777）是一顆位於天鵝座，距離地球約52光年的黃次巨星，該恆星是一個聯星系統，並可能有第三顆恆星存在。2005年在主星旁已發現二顆系外行星。

## 聯星系統
這個聯星系統中的主星格利泽777A是一個黃色的次巨星，是類似太陽的恆星在核心停止氫核融合時的狀況。主星的年齡比太陽老67億年，質量比太陽低4%。它的金屬量比太陽多約40%，是許多擁有系外行星的恆星典型狀態。
系統的伴星格利泽777B是距離主星相當遠的暗淡紅矮星，軌道半徑3000天文單位。伴星環繞主星的軌道週期超過10000年。而格利泽777B本身可能也是聯星系統，伴星也是一顆暗淡的紅矮星，但目前尚無進一步資訊。

## 行星系統
2002年米歇爾·麥耶宣布發現長週期系外行星格利泽777b。這顆行星原本測量資料顯示它是圓形軌道，後來的資料則顯示它的軌道離心率是0.36。它的質量是木星的1.5倍，體積與木星相當，屬於離心木星。2005年進一步的觀測發現另一個週期17.1日的變化，因此發現了格利泽777c。格利泽777c的質量只有地球的約18倍，與海王星相當，並且軌道離心率極低。
現已有一個「給外星高智生物的訊息」（METI）送往格利泽777。該訊息使用歐亞大陸最大的雷達，位於烏克蘭叶夫帕托里亚的口徑70公尺 Planetary Radar 傳送。傳送的訊息被命名為 Cosmic Call 1，已於1999年7月1日送出，將在2051年4月到達。
| 成員 (依恆星距離) | 质量                | 半長軸 (AU)     | 轨道周期 (天)    | 離心率        | 傾角 | 半径 |
| ----------------- | ------------------- | --------------- | ---------------- | ------------- | ---- | ---- |
| c                 | ≥0.0600 ± 0.0076 MJ | 0.1304 ± 0.0075 | 17.1110 ± 0.0048 | 0.01 ± 0.1    | —    | —    |
| b                 | ≥1.56 ± 0.13 MJ     | 4.01 ± 0.23     | 2915 ± 29        | 0.313 ± 0.019 | —    | —    |

## 外部連結
- . Extrasolar Visions.   [2008-07-02]. （原始内容存档于2007-09-30）.
- Extrasolar Planet Interactions （页面存档备份，存于） by Rory Barnes & Richard Greenberg, Lunar and Planetary Lab, University of Arizona